# Krister Wiberg
Nils Krister Gunnar Wiberg, född 21 oktober 1937 i Stockholm, död 27 juni 2011 i Lund, var en svensk arkitekt.
Wiberg, som var son till professor Gunnar Wiberg och Stina Guttormsen, avlade studentexamen i Lund 1958, studerade därefter arkitektur vid Technische Hochschule i München och utexaminerades som arkitekt från Chalmers tekniska högskola 1967. Han var verksam som forskningsassistent vid Lunds tekniska högskola 1967–1981 och vikarierade under denna period tidvis som professor i stadsbyggnad. Han disputerade 1981 på avhandlingen Passivt solvärmeutnyttjande: miljöstudier i tät bebyggelse med tillämpning på ett storkvarter i Helsingborg. Han var främst inriktad på ekologiskt byggande med solvärme och utvecklade skisser och planregler för kretsloppssamhällen. Han projekterade ekohus, ekobyar och ombyggnad av hyreshus till kretsloppsanpassning. Han var miljörådgivare vid olika större arkitektkontor i Sverige 1982–1996 och drev under senare år ett eget arkitektkontor. Han blev professor i arkitektur vid Lunds tekniska högskola 1996.

## Verk i urval
- Solbyn, energihus, radhus i Dalby (HSB), Lunds kommun, 1987–1988
- Myrstacken, radhusområde vid N.P. Skölds väg i Toarps ekoby (HSB), Malmö kommun, 1991–1992
- Villa Wiberg, Nationsgatan 7, Lund, 1992–1993